# Uwe Dühring
Uwe Dühring, född den 23 november 1955 i Berlin i Tyskland, är en östtysk roddare.
Han tog OS-guld i åtta med styrman i samband med de olympiska roddtävlingarna 1980 i Moskva.